# Phytocoris rubellus
Phytocoris rubellus är en insektsart som beskrevs av Knight 1926. Phytocoris rubellus ingår i släktet Phytocoris och familjen ängsskinnbaggar. Inga underarter finns listade i Catalogue of Life.